# 森特鎮區 (阿肯色州普雷里縣)
森特鎮區（英語：Center Township）是位於美國阿肯色州普雷里縣的一個行政鎮區。

## 地方資料
森特鎮區的面積為84.31平方千米，當中陸地面積為81.97平方千米，而水域面積為2.34平方千米。根據2010年美國人口普查的數據，當地共有人口474人，而人口密度為每平方千米5.62人。